# Olympische Sommerspiele 1976/Teilnehmer (Belgien)
| Gelbes Symbol für Goldmedaillen mit stilisierten Olympischen Ringen | Graues Symbol für Silbermedaillen mit stilisierten Olympischen Ringen | Braundes Symbol für Bronzemedaillen mit stilisierten Olympischen Ringen |
| ------------------------------------------------------------------- | --------------------------------------------------------------------- | ----------------------------------------------------------------------- |
| —                                                                   | 3                                                                     | 3                                                                       |

Belgien nahm an den Olympischen Sommerspielen 1976 in Montréal mit einer Delegation von 101 Athleten (75 Männer und 26 Frauen) an 80 Wettkämpfen in 16 Sportarten teil. Erfolgreichster Teilnehmer war der Leichtathlet Ivo Van Damme, der über 800 und über 1500 Meter die Silbermedaille gewann. Springreiter François Mathy gewann zwei Bronzemedaillen, im Einzel und in der Mannschaft. Ferner gewann Radsportler Marcel Vaarten im Zeitfahren Silber und Karel Lismont Bronze im Marathonlauf. Jüngste Athletin war die Schwimmerin Pierrette Michel, sie war 14 Jahre und 126 Tage alt. Ältester Teilnehmer war mit 43 Jahren und 227 Tagen der Sportschütze François „Frans“ Lafortune. Fahnenträger bei der Eröffnungsfeier war der Leichtathlet Gaston Roelants, der an den Wettbewerben allerdings nicht teilnahm.

## Teilnehmer nach Sportarten

### Bogenschießen
Männer
- Pierre Blacks
- Robert Cogniaux

### Boxen
Männer
- Rudy Gauwe

### Fechten
| Männer - Thierry Soumagne | Frauen - Micheline Borghs - Claudine le Comte - Marie-Paule Van Eyck |

### Gewichtheben
Männer
- Jean-Pierre Van Lerberghe

### Hockey
Männer
- 9. Platz

- Bruno De Clynsen
- Serge Dubois
- Jean-François Gilles
- Robert Maroye
- Bernard Mauchien
- Guy Miserque
- Jean-Claude Moraux
- Bernard Smeekens
- Frank Smissaert
- Armand Solie
- Jean Toussaint
- Paul Urbain
- Michel Van Tuyckom
- Carl-Eric Vanderborght
- Michel Vanderborght

### Judo
Männer
- Daniel Guldemont
- Robert Van de Walle

### Kanu
| Männer - Jacky Alders - Joseph Broeckx - Paul Broeckx - Jean-Pierre Burny - Theo Claessens - Gaëtan Frys - Paul Hoekstra - Paul Stinckens | Frauen - Catherine Burelle - Marleen Kuppens - Brigitte Vernaillen |

### Leichtathletik
| Männer - Fons Brijdenbach - Godfried De Jonckheere - Ronald Desruelles - Régis Ghesquière - Roger Lespagnard - Karel Lismont Bronze Marathon - Lambert Micha - Herman Mignon - Guy Moreau - Marc Nevens - Willy Polleunis - Miel Puttemans - Henri Schoofs - Georges Schroeder - Marc Smet - Paul Thys - Ivo Van Damme Silber 800 m Silber 1500 m | Frauen - Lea Alaerts - Regina Berg - Sonia Castelein - Anne-Marie Pira - Rita Thijs - Anne-Marie Van Nuffel - Bernadette Van Roy - Rosine Wallez |

### Radsport
Männer
- Jean-Louis Baugnies
- Fons De Wolf
- Dirk Heirwegh
- Frank Hoste
- Eddy Schepers
- Michel Vaarten
Silber  1000 m Zeitfahren
- Daniel Willems

### Reiten
- Edgar Henri Cuepper
Bronze  Springen Mannschaft
- François Mathy
Bronze  Springen Einzel
Bronze  Springen Mannschaft
- Stanny Van Paesschen
Bronze  Springen Mannschaft
- Eric Wauters
Bronze  Springen Mannschaft

### Ringen
Männer
- Julien Mewis
- Jacques Van Lancker

### Rudern
Männer
- Paul De Weert
- Frank Dedecker
- Claude Dehombreux
- Johan Ghoos
- Jozef Jordaens
- Didier Vermeersch
- Patrick Willems

### Schießen
- Chris Binet
- Jacques Colon
- Anne Goffin
- Frans Lafortune
- Odette Meuter

### Schwimmen
| Männer - François Deley - Johan Van Steenberghe | Frauen - Geert Boekhout - Véronique Brisy - Colette Crabbe - Chantal Grimard - Pierrette Michel - Anne Richard - Ilse Schoors - Carine Verbauwen |

### Segeln
- Jacques Rogge
Finn-Dinghy: 22. Platz
- Carl Winters
- Peter Winters
470er: 19. Platz

### Turnen
Frauen
- Joëlle De Keukeleire
- Monique Freres